# جایزه بزرگ بلژیک ۱۹۷۴
جایزه بزرگ بلژیک ۱۹۷۴ (انگلیسی: ‎1974 Belgian Grand Prix‎) یک مسابقهٔ موتوری در رشتهٔ اتومبیل‌رانی فرمول یک بود که در تاریخ ۱۲ مهٔ ۱۹۷۴ در نیول-بولرز واقع در بروکسل، بلژیک برگزار شد. این گراند پری در میان ۱۵ گراند پری در فصل ۱۹۷۴، مسابقهٔ شمارهٔ ۵ بود.
در این مسابقه که در ۸۵ دور و به مسافت ۳۱۶٫۵ کیلومتر (۱۹۶٫۶۶۴ مایل) برگزار شد، پول پوزیشن توسط کلی رگاتزونی کسب شد و سریع‌ترین زمان برای طی یک دور پیست که برابر با ۱:۱۱٫۳۱ بود نیز توسط دنی هیولم به ثبت رسید.
امرسون فیتیپالدی از تیم مک‌لارن-فورد، نیکی لائودا از تیم فراری و جودی شکتر از تیم تایرل-فورد به‌ترتیب مقام‌های اول تا سوم مسابقه را کسب کردند.

## رده‌بندی قهرمانی پس از مسابقه
|       | جایگاه | راننده           | امتیاز |
| ----- | ------ | ---------------- | ------ |
| ۲     | ۱      | امرسون فیتیپالدی | ۲۲     |
|       | ۲      | نیکی لائودا      | ۲۱     |
| ۲     | ۳      | کلی رگاتزونی     | ۱۹     |
|       | ۴      | دنی هیولم        | ۱۱     |
| ۱     | ۵      | ژان-پیر بلتویز   | ۱۰     |
| منبع: |        |                  |        |

|       | جایگاه | سازنده      | امتیاز |
| ----- | ------ | ----------- | ------ |
|       | ۱      | مک‌لارن-فورد | ۳۵     |
|       | ۲      | فراری       | ۲۷     |
| ۱     | ۳      | بی‌آرام      | ۱۰     |
| ۱     | ۴      | تایرل-فورد  | ۱۰     |
| ۲     | ۵      | برابام-فورد | ۹      |
| منبع: |        |             |        |

یادداشت
- تنها پنج جایگاه نخست از هر رده‌بندی نمایش داده شده‌است.